# نانسي حووير
نانسي حووير (بالإنجليزية: Nancy Hower)‏ (و. 1966  م) هي موسيقية، ومخرجة أفلام، وممثلة مسرحية، وممثلة أفلام، وممثلة تلفزيونية، وكاتبة سيناريو أمريكية، بدأت مشوارها المهني سنة 1993.

## التعليم
تعلمت في مدرسة جوليارد
.

## وصلات خارجية
- نانسي حووير على موقع IMDb (الإنجليزية)
- نانسي حووير على موقع ألو سيني (الفرنسية)
- نانسي حووير على موقع أول موفي (الإنجليزية)
- نانسي حووير على موقع قاعدة بيانات الفيلم (الإنجليزية)
- نانسي حووير على موقع كينوبويسك (الروسية)